# Джихад
Джихад (на арабски: جهاد) е понятие в исляма, произлизащо от арабския корен със значение „стремя се“, „полагам усилие“, „боря се“. Точното значение на понятието зависи от контекста на употребата му и смисъла, който говорещият влага в него. В този смисъл арабистът Йордан Пеев сравнява понятието с християнския призив „с нами Бог“. То се появява 41 пъти в Корана, най-често в идиоматичния израз „да се бориш по пътя на Аллах“ (йуджахидуна фи сабили л-лахи).
Две са обичайните значения на понятието: вътрешна духовна борба (усилие) на вярващия (наричана „голям джихад“); и външна, физическа борба (усилие) срещу враговете на исляма (наричана „малък джихад“).
В общия случай джихад означава доктрина, призоваваща вярващите на борба с враговете на религията им, били те хора или психологически феномени, в това число на цената на жертване на собствения комфорт или дори живот. Сам по себе си джихад не означава война, доколкото антоним на думата е не мир, а бездействие, леност (quud). В този смисъл джихада е доктрина на полагане на усилия за утвърждаване и разцвет на ислямската вяра.
Някои ислямски учители твърдят, че големият джихад е оригиналното значение на понятието; други – че е единственото; а трети (най-вече западни изследователи на исляма) твърдят, че външният, малкият джихад, е основното значение на думата, доколкото той е исторически първи. Повечето войни, водени от мюсюлманите обаче, съчетават религиозни с материални мотиви.
Джихадът понякога е сочен като Шести стълб на исляма от някои радикални ислямисти, макар да не може да бъде счетен като такъв.

### На български език
- Евстатиев, С. (Ред.). (2007). Ислямът. Кратък справочник. София: Изд. „Изток-Запад“. ISBN 978-954-321-370-2
- Евстатиев, С. (2011). Религия и политика в арабския свят: ислямът и обществото. София: Изд. „Изток-Запад“. ISBN 978-954-321-966-7
- Еспозито, Дж. (Ред.). (2007). Оксфордски речник на Исляма. София: Изд. „Рива“. ISBN 978-954-320-098-6
- Михайлов, Д. (2007). Зараждането на Исляма: В светлината на Корана и изворите. София: Изд. „Шамбала“. ISBN 954-92101-1-1
- Павлович, П. (2008). История и култура на древна Арабия. София: „Галеон“. ISBN 954-9790-07-X

### На английски език
- Dabashi, H. (1992). Authority in Islam: From the Rise of Muhammad to the Establishment of the Umayyads. New Brunswick, N.J., USA: Transaction Publishers. ISBN 1-56000-586-6
- Doniger, W. (1999). Merriam-Webster's Encyclopedia of World Religions. Merriam-Webster, Inc. ISBN 0-87779-044-2
- Finer, S. (1999). The History of Government from the Earliest times: Vol. 2. Oxford New York: Oxford University Press. ISBN 0-19-820790-5
- Meri, J.W. (Ed.). (2005). Medieval Islamic Civilization: An Encyclopedia. Volume 1. Routledge. ISBN 0-415-96690-6
- Morgan, D. (2010). Essential Islam: A Comprehensive Guide to Belief and Practice. Santa Barbara, CA: ABC-CLIO. ISBN 0-313-36025-1
- Watt, W. (1999). Islam: A Short History. Oxford, England: Oneworld. ISBN 1-85168-205-8

### На руски език
- Кирей, Н.И. (1996). Этнография арабов Передней Азии и Северной Африки. Краснодар, Россия: Кубанский государственный университет. ISBN 5-230-07791-3
- Сурдель, Д. (2004). Ислам. Москва, Россия: „АСТ“/„Астрель“. ISBN 5-17-025294-3 („ACT“); ISBN 5-271-09417-0 („Астрель“)